# Единая система классификации подвижного состава
Единая система классификации подвижного состава (ЕСКПС) — это система условных обозначений моделей вагонов железных дорог, метрополитена и трамвая СССР и России. Была введена в 1976 году после появления вагонов метрополитена серии 81-717/714 — первых в своём роде, не имевших ранее традиционного для них буквенного обозначения, что было связано с их изначально временным назначением, из-за чего у них появилось неофициальное название «Номерной». Впоследствии по ней были присвоены обозначения и другим, более старым вагонам, ныне выведенным из эксплуатации — «Г» (получили обозначение 81-701, будучи первыми после вагонов типа «В» немецкого производства, выпущенными в СССР и на момент её введения действующим подвижным составом. По причине обратного обозначение не присвоили вагонам типов «А» и «Б»), «Д» (81-702) и «Е» (81-703). 
Впоследствии система распространилась на все вагоны, выпускающиеся в России и за её пределами: так, заводское обозначение, относящееся к единой системе классификации подвижного состава, имеют вагоны моделей 81-7021/7022, 81-7036/7037 и поезд «Е-КМ» (81-7080/7081), произведённые Крюковским вагоностроительным заводом, расположенным в городе Кременчуге. Кроме того, в 2021 году стало известно об испытаниях промежуточного прицепного (безмоторного) вагона 81-714Уз, созданного на базе модели 81-714 на АО «Ташкентский завод по строительству и ремонту пассажирских вагонов» (ТВСРЗ).
Согласно классификации, подвижному составу присваивается условный цифровой код, состоящий из двух частей, разделённых дефисом — типа и модели вагона. Например:
- «71-623» расшифровывается как трамвайный вагон (71) Усть-Катавского вагоностроительного завода (6)[11];
- «31-674» — вагон-самосвал (31) Демиховского машиностроительного завода (6);
- «15-6900» — цистерна (15) АО «ТихвинХимМаш» (6)[12].

## Типы вагонов[1]
- 10 — вагоны с поднимающимся кузовом для апатитового концентрата
- 11 — крытые вагоны
- 12 — полувагоны
- 13 — платформы
- 14 — вагоны-транспортеры
- 15 — цистерны
- 16 — рефрижераторные вагоны
- 17 — вагоны бункерного типа
- 18 — тележки грузовых вагонов
- 19, 55 — вагоны-хопперы
- 20, 22, 23, 25, 26 — специализированные вагоны промышленного парка
- 31, 32 — 4-осные вагоны-самосвалы
- 33 — 6-осные вагоны-самосвалы
- 34 — 8-осные вагоны-самосвалы
- 41 — узкоколейные крытые вагоны
- 42 — узкоколейные полувагоны и вагоны-хопперы
- 43 — узкоколейные платформы
- 45 — узкоколейные цистерны
- 47 — узкоколейные вагоны-самосвалы
- 48 — узкоколейные пассажирские вагоны
- 52 — узкоколейные дрезины
- 61 — пассажирские вагоны
- 62 — электропоезда, электросекции, их вагоны и тележки
- 63 — дизель-поезда, дизель-электропоезда, их вагоны и тележки
- 65 — вагоны-электростанции для пассажирских поездов
- 68 — тележки пассажирских вагонов
- 71 — трамвайные вагоны
- 81 — вагоны метрополитена
- РА — рельсовые автобусы